# Queseros de La Cuenca
Los Queseros de La Cuenca fue un equipo de béisbol que participó en la Liga Invernal Veracruzana con sede en Ignacio de la Llave, Veracruz, México.

## Historia

### Inicios
Los Queseros tienen sus inicios en la desaparecida Liga Intermunicipal de Béisbol "Luis Meré", y retornaron a la Liga Invernal Veracruzana en la temporada 2008-2009.
Su presidente ejecutivo es el Ing. José Enrique Rovirosa Priego, y el presidente del consejo de administración el Dr. Ángel Jesús del Campo Melo; y juegan en el Estadio José Ángel Chávez el cual tiene una capacidad para 2,500 espectadores.

### Actualidad
En la actualidad los Queseros participan en la 2.ª etapa de la Liga Invernal Veracruzana, en donde en la actual temporada 2014-2015 quedaron en el primer lugar del rol regular bajo la dirección del mánager Alfonso "Houston" Jiménez.

## Jugadores

### Roster actual
| Lanzadores: - 5 Luis Roberto Álvarez García - 7 Alfredo Acosta - 11 Jafet Aranda - 19 Rubén Miranda - 28 Epifanio Herrera - 33 Kenny Torres - 34 Amir Ibarra - 35 Isidro Izquierdo - 36 Jesús Bustamante - 37 José Tejeda - 40 Sebastián Márquez - 41 Luis Miguel Jiménez - 42 José M. López Receptores: - 21 Noel Uscanga Trinidad - 24 José Esparza - 31 Emanuel Rangel Ramos |  | Jugadores de Cuadro: - 4 Rodolfo Robles - 6 José Amado - 20 Damián Patrón - 22 Roberto Macías Chávez - 23 Carlos Armando Morales - 25 Felipe Córdova García - 26 José Luis González Montalvo Jardineros: - 12 Luis Fentanes - 14 Gabriel Zamudio - 15 Harvin Bolívar Hernández - 16 Rubén Agramón Cuerpo Técnico: - Mánager: Bernardo Tatis - Coach: Juan Uribe - Coach: Alberto Castro - Coach: Hugo Ríos - Trainer: Frankie González - Bat Boy: Carlos Pérez |

### Jugadores destacados
- José Ángel Chávez.